# Hans Jordan
Pour les articles homonymes, voir Jordan.
Hans Jordan (27 décembre 1892 à Scheuern, Grand-duché de Bade - 20 avril 1975 à Munich), est un General der Infanterie (Général) ayant servi dans la Heer dans la Wehrmacht pendant la Seconde Guerre mondiale.

## Biographie
Après le corps des cadets, Jordan s'engage en 1912 comme enseigne dans le 93e régiment d'infanterie de l'armée prussienne à Dessau. 

## Récompenses
- Croix de fer (1914)
  - 2e classe (23 septembre 1914)
  - 1re classe (15 avril 1916)
- Insigne des blessés (1914)
  - en noir
  - en argent
- Croix hanséatique de Hambourg
- Croix d'honneur
- Agrafe sur la croix de fer (1939)
  - 2e classe (14 mai 1940)
  - 1re classe (24 mai 1940)
- Insigne de combat d'infanterie en Argent
- Croix allemande en or (23 décembre 1943)
- Croix de chevalier de la croix de fer avec feuilles de chêne et glaives
  - Croix de chevalier le 5 juin 1940 en tant que Oberst et commandant du Infanterie-Regiment 49[1]
  - 59e feuilles de chêne le 16 janvier 1942 en tant que Oberst et commandant du Infanterie-Regiment 49[1]
  - 64e glaives le 20 avril 1944 en tant que General der Infanterie et commandant général du VI. Armeekorps[1]
- Mentionné 2 fois dans le bulletin quotidien radiophonique Wehrmachtbericht (25 avril 1940 et 11 février 1944)